# Contea di Greenwood (Kansas)
La contea di Greenwood in inglese Greenwood County è una contea dello Stato del Kansas, negli Stati Uniti. La popolazione al censimento del 2010 era di 6 689 abitanti. Il capoluogo di contea è Eureka